# Крис Холм
Крис Холм (на английски: Chris Holm) е американски журналист и писател на произведения в жанра трилър, хорър, научна фантастика и фентъзи.

## Биография и творчество
Крис Фредерик Холм е роден през 1973 г. в Сиракюз, Ню Йорк, САЩ. Израства с криминалната и научнофантастична литература. Опитва да пише от ранна възраст.
Започва да пише когато остава безработен по време на рецесията и по молба на свой приятел пише безплатно разказ за новото му списание.
Негови разкази са публикувани в „Mystery Magazine“ на Елъри Куин, в „Mystery Magazine“ на Алфред Хичкок и в „The Best American Mystery Stories 2011“.
Първият му роман „Dead Harvest“ (Мъртва реколта) от поредицата „Събирачът“, сбор от трилър и фентъзи, е издаден през 2012 г. Главният герой, Сам Торнтън, е събира душите на грешниците, които изпраща на нужното място за делата им в ада. Но когато отива за душата на млада жена, която смята, че е невинна, нещо в него се пречупва.
През 2015 г. е издаден романът му „Порода убиец“ от поредицата „Майкъл Хендрикс“. Главният герой Майкъл Хендрикс, бивш снайперист в Афганистан, е наемен убиец, който убива други наемни убийци, получавайки пари от техните мишени. Работата му е печеливша, но това е и сигурен начин сам да стане мишена. Книгата е смесица от брутални хора в брутален свят, изобилие от черен хумор, остър диалог и временни романтични диспозитиви. Тя е обявена за за избор на редакторите на „Ню Йорк Таймс“, за най-добрата книга на „Бостън Глоуб“ за 2015 г. и книга № 1 на списание „Strand“ за 2015 г. Печели наградата „Антъни“ за 2016 г. за най-добър роман и е номиниран за други награди.
Крис Холм живее със семейството си в Портланд, Мейн.

## Произведения

### Самостоятелни романи
- Child Zero (2022)

### Серия „Събирачът“ (Collector)
1. Dead Harvest (2012)
2. The Wrong Goodbye (2012)
3. The Big Reap (2013)

### Серия „Майкъл Хендрикс“ (Michael Hendricks)
1. The Killing Kind (2015)
Порода убиец, изд.: ИК „Бард“, София (2016), прев. Владимир Германов
2. Red Right Hand (2016)

- The Approach (2016) – новела

### Разкази
- Pulp Ink (2011)
- Feeding Kate (2012)
- A Rip Through Time	 (2012)
- The Group Home (2017)

### Сборници
- Pulp Ink (2011) – с Ерик Битнер, Рийд Фарел Коулман, Хилари Дейвидсън, Матю Си Фънк, Ричард Годуин, Алън Гътри, Гари Филипс и др.
- „The Dame, the Doctor, and the Device“ в „A Rip Through Time“ (2012) – с Чад Игълтън, Гарнет Елиът и Чарлз Алън Грамлич